# Cyclophora erythrescens
Cyclophora erythrescens là một loài bướm đêm trong họ Geometridae.